# Albert de Quintana i de León
Albert de Quintana i de León (Torroella de Montgrí, Baix Empordà, 5 d'octubre de 1890 - Madrid, 19 de juny de 1932) fou un advocat i polític republicà, fill de Pompeu de Quintana i Serra, net d'Albert de Quintana i Combis i cosí d'Albert de Quintana i Vergés, també polítics, aquest darrer vinculat a la CEDA.
Llicenciat en dret, començà a treballar de passant de Pere Coromines i Montanya, qui el va convèncer per afiliar-se a la UFNR i col·laborà al seu òrgan, El Poble Català, tot i que el 1912 donà suport puntualment al reformisme de Melquíades Álvarez. Després s'afilià al Partit Republicà Català, i amb aquest partit fou elegit diputat provincial per Girona el 1918 i el 1921.
En proclamar-se la Segona República Espanyola, fou nomenat governador civil de Girona. També participà en la Conferència d'Esquerres i en la fundació d'Esquerra Republicana de Catalunya, partit amb el qual fou elegit diputat per la província de Girona a les eleccions generals espanyoles de 1931.
Entre el 25 de juliol de 1930, data de fundació del Girona FC, i la data de la seva mort, el 1932, fou el primer president del club. Va morir d'una septicèmia derivada d'una meningitis en un hospital de Madrid.